# Résolution 537 du Conseil de sécurité des Nations unies
Membres permanents
- Chine
- États-Unis
- France
- Royaume-Uni
- URSS

Membres non permanents
- Guyana
- Jordanie
- Malte
- Nicaragua
- Pays-Bas
- Pakistan
- Pologne
- Togo
- Zaïre
- Zimbabwe

Résolution no 536 Résolution no 538
La Résolution 537 est une résolution du Conseil de sécurité de l'ONU qui a été votée le 22 septembre 1983 et qui recommande à l'Assemblée générale d'admettre comme nouveau membre des Nations unies le pays suivant : Saint-Christophe-et-Niévès.

## Contexte historique
Le pays est admis à l'ONU le 23 septembre 1983,.

## Texte
- Résolution 537 Sur fr.wikisource.org
- Résolution 537 Sur en.wikisource.org